# گردان‌های احفاد الرسول
گردان‌های احفد الرسول (به عربی: ألوية أحفاد الرسول) یکی از گروه‌های درگیر در جنگ داخلی سوریه است.  هم‌اکنون نواف راغب البشیر فرماندهی این گروه را به عهده دارد. بیشتر نفرات این گروه اهل ادلب هستند. این گروه رابطه تنگاتنگی با ترکیه و ارتش آزاد سوریه دارد.